# Pachyloides iheringi
Pachyloides iheringi is een hooiwagen uit de familie Gonyleptidae.